# Eddie Foy junior

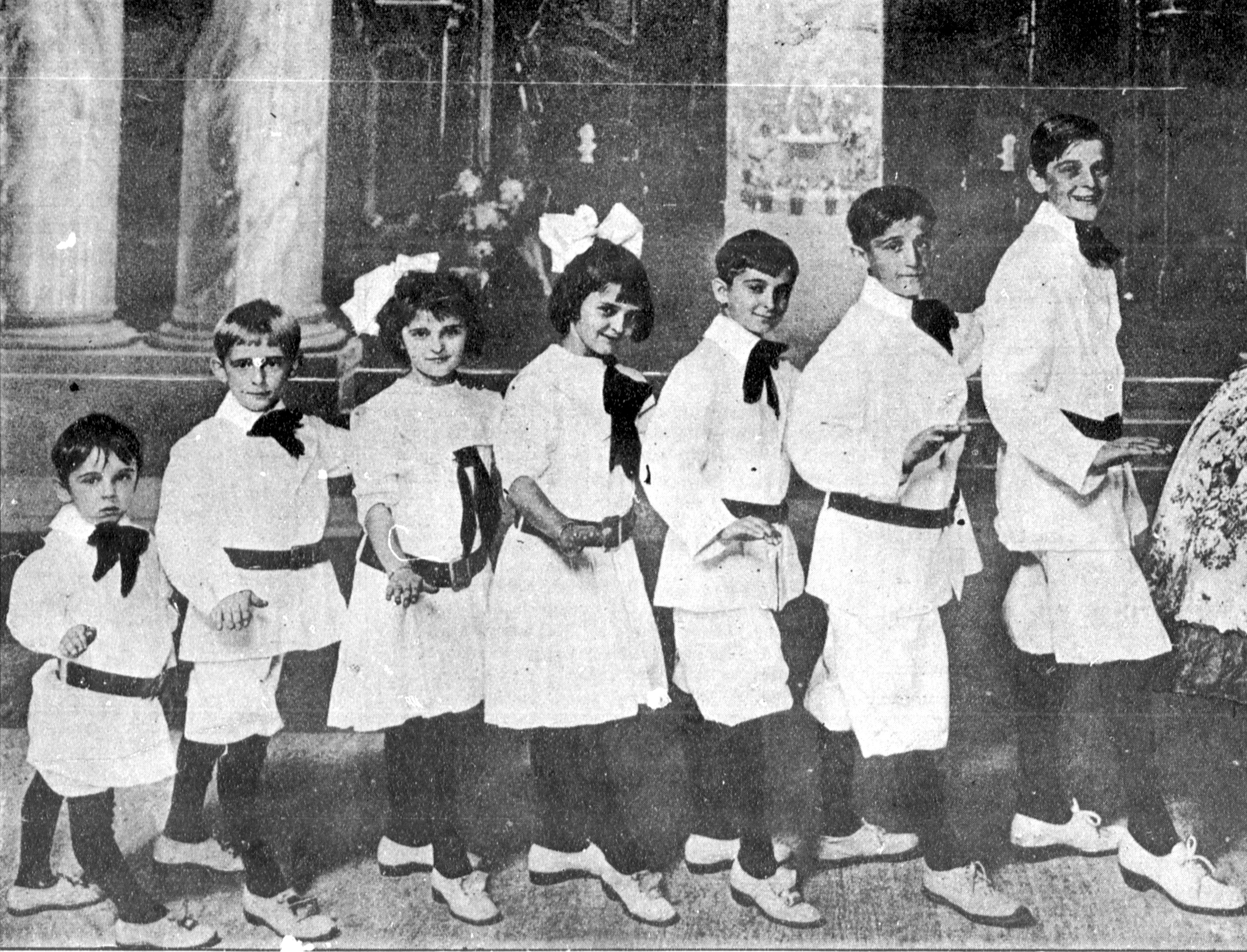
Eddie Foy (2. von links) als einer der Seven Little Foys

Eddie Foy junior (* 4. Februar 1905 in New Rochelle, New York als Edwin Fitzgerald Jr.; † 15. Juli 1983 in Woodland Hills, Los Angeles, Kalifornien) war ein US-amerikanischer Film- und Theaterschauspieler.

## Leben und Karriere
Eddie Foy Jr. wurde als Sohn des Vaudeville-Stars Eddie Foy senior (1856–1928) und seiner Ehefrau Madeline (1869–1918) geboren. In seiner Kindheit erreichte er gemeinsam mit seinen sechs Geschwistern Berühmtheit, als er mit ihnen auf zahlreichen Bühnen in den Vereinigten Staaten auftrat. Bereits mit acht Jahren machte er sein Filmdebüt im Kurzfilm The Other Side of the Fence. Eddie Foy war das zweitjüngste Mitglied der Seven Little Foys. Er setzte seine Schauspielkarriere im Erwachsenenalter fort und machte sein Broadway-Debüt im Jahr 1929 in der Florenz-Ziegfeld-Produktion Show Girl neben Ruby Keeler und Jimmy Durante. Bis Anfang der 1960er-Jahre trat er noch mehrmals am Broadway auf, darunter auch 1931 in der Premiere von Jerome Kerns Musical The Cat and the Fiddle. Für seine Hauptrolle in der Broadway-Komödie Rumple erhielt er 1958 eine Nominierung für den Tony Award.
Neben seinen zahlreichen Theaterengagements spielte Foy auch in insgesamt über 90 Film- und Fernsehproduktionen bis zum Jahr 1977. Er ähnelte seinem berühmten Vater auch äußerlich und verkörperte diesen in den vier Kinofilmen Frontier Marshal (1939), Lillian Russell (1940), Yankee Doodle Dandy (1942) und Wilson (1944). Nochmals spielte er seinen Vater 1964 für die einstündige Fernsehproduktion The Seven Little Foys. Die meisten von Foys Filmen waren eher Low-Budget-Produktionen, eine Ausnahme war die Doris-Day-Komödie Picknick im Pyjama aus dem Jahr 1957, wo er den eifersüchtigen Vernon ‚Hinesie‘ Hines spielte. An der Seite von Dudley Moore übernahm er 1968 eine größere Nebenrolle in der Komödie Trau keinem über 30.
Von 1930 bis zur Scheidung 1932 war er mit Barbara Newberry verheiratet, dann von 1933 bis zu ihrem Tod 1952 mit Anna Marie McKenney. Mit letzterer hatte er den Sohn Eddie Foy III. (1935–2018), der später als Schauspieler und Casting Director in Hollywood arbeitete. Eddie Foy junior starb 1983 im Alter von 78 Jahren an Bauchspeicheldrüsenkrebs.

## Die Familie Foy in Filmen
Eddie Foy junior spielte seinen Vater Eddie Foy senior in den Filmen Frontier Marshal (1939), Lillian Russell (1940), Yankee Doodle Dandy (1942) und Wilson (1944). Das Leben der Familie Foy wurde 1955 als Komödiantenkinder (Originaltitel: The Seven Little Foys) unter Regie von Melville Shavelson verfilmt; in der Hauptrolle spielte Bob Hope als Eddie Foy senior, während Jimmy Baird in einer Nebenrolle Eddie Foy Jr. darstellt.

## Filmografie (Auswahl)
- 1913: The Other Side of the Fence (Kurzfilm)
- 1930: Leathernecking
- 1933: Broadway Thru a Keyhole
- 1934: Wonder Bar
- 1939: Secret Service of the Air
- 1939: Frontier Marshal
- 1940: Lillian Russell
- 1942: Yankee Doodle Dandy
- 1944: Wilson
- 1954: Das blonde Glück (Lucky Me)
- 1957: Picknick im Pyjama (The Pajama Game)
- 1959: Alfred Hitchcock Presents (Fernsehserie, 1 Folge)
- 1960: Anruf genügt – komme ins Haus (Bells Are Ringing)
- 1961: April entdeckt Hawaii (Gidget Goes Hawaiian)
- 1962–1963: Fair Exchange (Fernsehserie, 12 Folgen)
- 1963: April entdeckt Rom (Gidget Goes to Rome)
- 1967: Meine drei Söhne (My Three Sons; Fernsehserie, 1 Folge)
- 1968: Trau keinem über 30 (30 Is a Dangerous Age, Cynthia)
- 1976: Won Ton Ton – der Hund, der Hollywood rettete (Won Ton Ton: The Dog Who Saved Hollywood)
- 1977: Deadly Game (Fernsehfilm)